# サブンチュ (バクー)
サブンチュ（アゼルバイジャン語: Sabunçu）は、アゼルバイジャンの首都バクー内サブンチュ地区に位置する町。

## 歴史

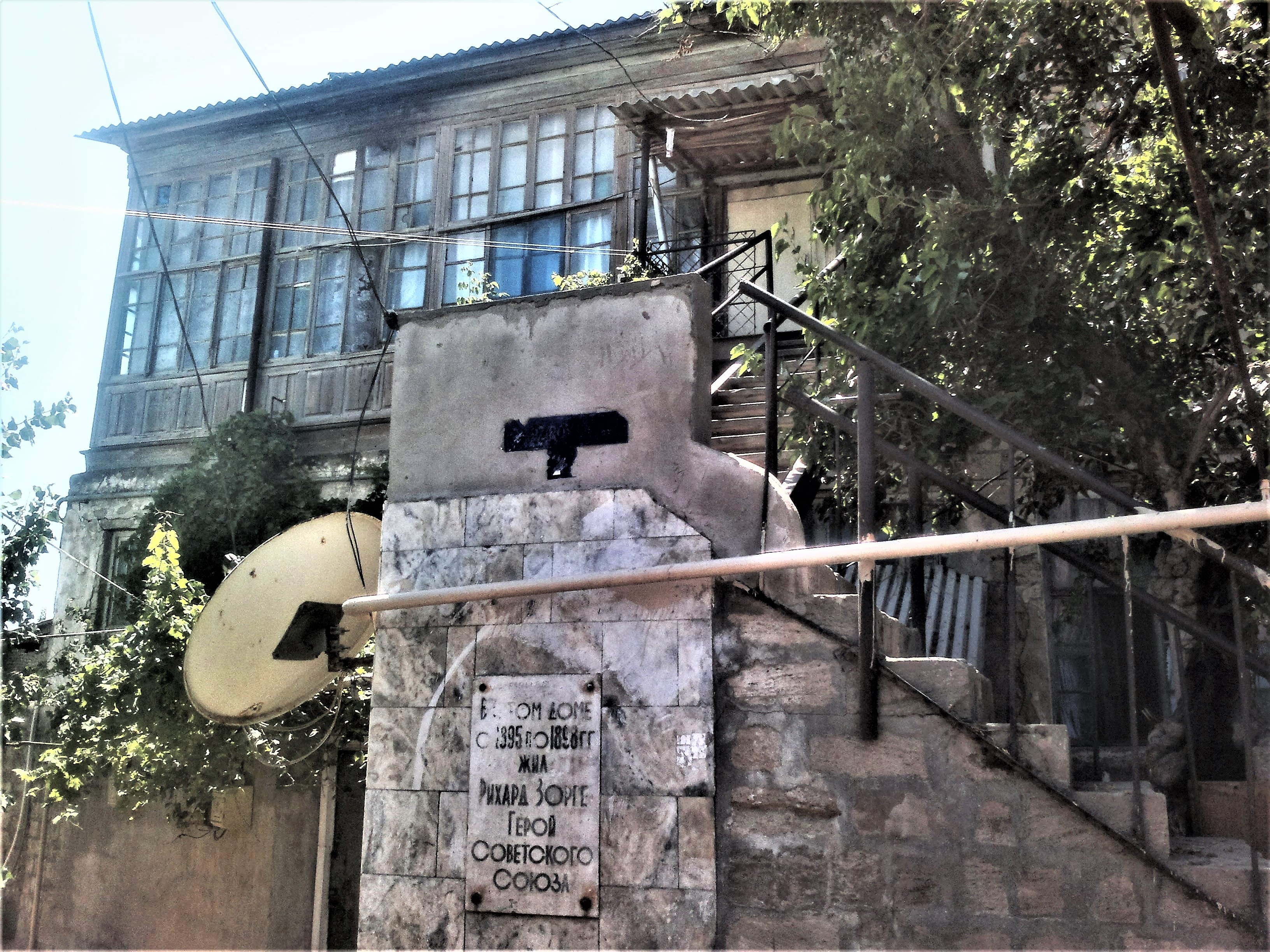
リヒャルト・ゾルゲの生家

18世紀のサブンチュは、近郊のザブラトと同じく、アシュルベヨフ家の開祖アシュル＝ベイ・アフシャールの所有となっていた。サブンチュは1825年までにはアブシェロン半島最大の石油生産地となり、1880年にはバクー都市部までの26キロメートルを結ぶ石油輸送用線路が敷かれた。1900年には「ベンケンドルフ」の機械工場が建てられ、それは1928年に製機工場「バクーの労働者」に転換し、現存する。1926年には、バクー＝サブンチュ間にソ連最初の複線型通勤列車が通った。
19世紀後半までのサブンチュは民族的にも宗教的にも均一であったが、石油産業の発達は多様な人口を街に呼び込んだ。1892年にはヨハン・エデルによってエギペトの聖マカリイ教会が木造建築として建てられた。その焼失の後には、1904年に石造りの教会が再建された。19世紀末には山岳ユダヤ人の会堂も建てられていた。1900年から1931年まではイラン人学校「タマドン」や、イラン領事館も置かれていた。
1924年には、ザカフカース社会主義連邦ソビエト共和国の鉄道輸送担当の人民委員(大臣)であったチンギス・イルディリムの指揮の下、バクー中心地とバクー油田がある郊外のサブンチュ間を結ぶソ連初の鉄道の電化工事が始まり、1926年に電化工事が完了している。

## 人口
1893年の調査によれば、サブンチュの人口は814人で、そのすべてがタート人とされている。その後人口は、1975年には2万5700人、2015年には3万1700人と変化している。